# Eldridge Recasner
Eldridge David Recasner II (Nueva Orleans, Luisiana, 14 de diciembre de 1967) es un exjugador de baloncesto estadounidense que jugó ocho temporadas en la NBA, además de hacerlo en Alemania, Turquía y en ligas menores de su país. Con 1,91 metros de estatura, lo hacía en la posición de base.

## Trayectoria deportiva

### Universidad
Jugó cuatro temporadas con los Huskies de la Universidad de Washington, en las que promedió 14,5 puntos, 3,5 rebotes y 3,2 asistencias por partido. En sus tres últimas temporadas fue incluido en mejor quinteto de la Pacific-10 Conference, y además fue capitán y mejor jugador de su equipo en esas tres mismas temporadas, el primer Huskie en lograrlo en la historia, acabando su carrera como el tercer máximo anotador de la historia de su universidad (ahora sexto), cnservando aún el récord de más tiros libres anotados de forma consecutiva, con 33.

### Selección nacional
Participó con la Selección de Estados Unidos en el Campeonato FIBA Américas de San Juan 1993 en Puerto Rico, donde alcanzaron la medalla de oro. disputó 4 partidos de ese torneo, promediando 7,5 puntos y 1,5 rebotes por encuentro.

### Profesional
Tras no ser elegido en el 1990, fichó por el Brose Baskets de la liga alemana, para posteriormente jugar en los Louisville Shooters de la GBA y en los Yakima Sun Kings de la CBA, con los que en 1995 ganaría el título de liga y sería elegido mejor jugador del campeonato tras liderar a su equipo con 20,4 puntos por partido y un porcentaje de tiros de 3 de un 49,4 %. Entremedias tuvo un paso efímero por el Galatasaray turco.
En marzo de 1995 firmó un contrato por diez días con los Denver Nuggets de la NBA, con los que disputó tres partidos en los que promedió 2,0 puntos. Al año siguiente fichó por los Houston Rockets por una temporada, en la que, como suplente de Clyde Drexler promedió 6,9 puntos y 2,7 asistencias por partido.
En 1996 fichó como agente libre por una temporada por Atlanta Hawks, renovando un año más. Y fue en su segunda temporada en el equipo cuando logró sus mejores números como profesional, promediando 9,3 puntos y 2,4 rebotes por partido. En 1998 fichó por los Charlotte Hornets por cuatro años y 5 millones de dólares. Pero en su segunda temporada en el equipo sufrió un accidente automobilístico cuando iba en un coche conducido por su compañero de equipo Derrick Coleman en el cual se ropió el hombro y se dañó el pulmón, tras el cual no volvió a ser el mismo jugador. Su temporada más destacada en los Hornets fue la primera, en la que promedió 5,0 puntos y 2,1 asistencias por partido.
Con la temporada 2001-02 ya comenzada, fichó como agente libre por el mínimo salarial con Los Angeles Clippers, pero únicamente disputó cinco partidos antes de retirarse definitivamente.

## Estadísticas de su carrera en la NBA

### Temporada regular
| Temporada | Edad | Equipo            | Liga | Pos. | P   | TIT | MIN  | TC  | TCA | %TC  | 3P  | 3PA | %3P  | 2P  | 2PA | %2P  | TL  | TLA | %TL   | R.OF. | R.DEF. | REB | ASIS | ROB | TAP | PER | FP  | PTS |
| 1994-95   | 27   | Denver Nuggets    | NBA  | SG   | 3   | 0   | 4.3  | 0.3 | 2.0 | .167 | 0.0 | 0.3 | .000 | 0.3 | 1.7 | .200 | 1.3 | 1.3 | 1.000 | 0.0   | 0.7    | 0.7 | 0.3  | 1.0 | 0.0 | 0.7 | 0.0 | 2.0 |
| 1995-96   | 28   | Houston Rockets   | NBA  | SG   | 63  | 27  | 20.2 | 2.4 | 5.7 | .415 | 1.3 | 3.0 | .424 | 1.1 | 2.7 | .405 | 0.9 | 1.0 | .864  | 0.5   | 1.8    | 2.3 | 2.7  | 0.4 | 0.1 | 1.0 | 1.8 | 6.9 |
| 1996-97   | 29   | Atlanta Hawks     | NBA  | SG   | 71  | 4   | 17.0 | 2.1 | 4.9 | .423 | 0.8 | 2.0 | .414 | 1.3 | 3.0 | .429 | 0.7 | 0.8 | .879  | 0.5   | 1.1    | 1.6 | 1.3  | 0.5 | 0.1 | 0.9 | 1.4 | 5.7 |
| 1997-98   | 30   | Atlanta Hawks     | NBA  | SG   | 59  | 14  | 24.6 | 3.5 | 7.7 | .456 | 1.1 | 2.5 | .419 | 2.4 | 5.2 | .474 | 1.3 | 1.3 | .937  | 0.5   | 1.9    | 2.4 | 2.0  | 0.7 | 0.0 | 1.5 | 1.6 | 9.3 |
| 1998-99   | 31   | Charlotte Hornets | NBA  | PG   | 44  | 2   | 16.1 | 1.9 | 4.2 | .446 | 0.5 | 1.4 | .400 | 1.3 | 2.8 | .468 | 0.8 | 0.9 | .872  | 0.5   | 1.3    | 1.8 | 2.1  | 0.4 | 0.0 | 1.3 | 1.5 | 5.0 |
| 1999-00   | 32   | Charlotte Hornets | NBA  | PG   | 7   | 0   | 4.0  | 0.4 | 1.0 | .429 | 0.1 | 0.6 | .250 | 0.3 | 0.4 | .667 | 0.0 | 0.0 |       | 0.0   | 0.6    | 0.6 | 0.7  | 0.0 | 0.0 | 0.0 | 0.1 | 1.0 |
| 2000-01   | 33   | Charlotte Hornets | NBA  | PG   | 43  | 0   | 9.4  | 0.9 | 2.7 | .333 | 0.3 | 0.9 | .333 | 0.6 | 1.7 | .333 | 0.3 | 0.4 | .778  | 0.3   | 0.9    | 1.2 | 0.9  | 0.1 | 0.0 | 0.6 | 0.7 | 2.4 |
| 2001-02   | 34   | TOTAL             | NBA  | G    | 6   | 0   | 5.5  | 0.3 | 1.0 | .333 | 0.0 | 0.2 | .000 | 0.3 | 0.8 | .400 | 0.2 | 0.2 | 1.000 | 0.0   | 0.0    | 0.0 | 0.8  | 0.2 | 0.0 | 0.2 | 0.7 | 0.8 |
| 2001-02   | 34   | Charlotte Hornets | NBA  | SG   | 1   | 0   | 2.0  | 0.0 | 0.0 |      | 0.0 | 0.0 |      | 0.0 | 0.0 |      | 0.0 | 0.0 |       | 0.0   | 0.0    | 0.0 | 0.0  | 0.0 | 0.0 | 0.0 | 1.0 | 0.0 |
| 2001-02   | 34   | L.A. Clippers     | NBA  | PG   | 5   | 0   | 6.2  | 0.4 | 1.2 | .333 | 0.0 | 0.2 | .000 | 0.4 | 1.0 | .400 | 0.2 | 0.2 | 1.000 | 0.0   | 0.0    | 0.0 | 1.0  | 0.2 | 0.0 | 0.2 | 0.6 | 1.0 |
| Total     |      |                   | NBA  |      | 296 | 47  | 17.3 | 2.1 | 5.0 | .426 | 0.8 | 2.0 | .409 | 1.3 | 3.0 | .436 | 0.8 | 0.9 | .887  | 0.4   | 1.4    | 1.8 | 1.8  | 0.4 | 0.0 | 1.0 | 1.4 | 5.9 |

### Playoffs
| Temporada | Edad | Equipo            | Liga | Pos. | P  | TIT | MIN  | TC  | TCA | %TC  | 3P  | 3PA | %3P  | 2P  | 2PA | %2P  | TL  | TLA | %TL   | R.OF. | R.DEF. | REB | ASIS | ROB | TAP | PER | FP  | PTS |
| 1995-96   | 28   | Houston Rockets   | NBA  | SG   | 1  | 0   | 8.0  | 0.0 | 3.0 | .000 | 0.0 | 1.0 | .000 | 0.0 | 2.0 | .000 | 0.0 | 0.0 |       | 0.0   | 1.0    | 1.0 | 2.0  | 0.0 | 0.0 | 1.0 | 0.0 | 0.0 |
| 1996-97   | 29   | Atlanta Hawks     | NBA  | SG   | 10 | 0   | 12.1 | 1.1 | 2.6 | .423 | 0.4 | 1.1 | .364 | 0.7 | 1.5 | .467 | 0.5 | 0.8 | .625  | 0.3   | 0.8    | 1.1 | 0.9  | 0.2 | 0.0 | 0.7 | 0.9 | 3.1 |
| 1997-98   | 30   | Atlanta Hawks     | NBA  | SG   | 4  | 0   | 22.3 | 2.5 | 6.3 | .400 | 1.8 | 3.0 | .583 | 0.8 | 3.3 | .231 | 0.5 | 0.5 | 1.000 | 0.0   | 1.0    | 1.0 | 2.0  | 0.5 | 0.0 | 0.5 | 1.8 | 7.3 |
| 2000-01   | 33   | Charlotte Hornets | NBA  | PG   | 2  | 0   | 4.5  | 0.0 | 0.5 | .000 | 0.0 | 0.0 |      | 0.0 | 0.5 | .000 | 1.5 | 2.0 | .750  | 0.0   | 0.5    | 0.5 | 1.0  | 0.0 | 0.0 | 0.5 | 0.0 | 1.5 |
| Total     |      |                   | NBA  |      | 17 | 0   | 13.4 | 1.2 | 3.2 | .382 | 0.6 | 1.4 | .458 | 0.6 | 1.8 | .323 | 0.6 | 0.8 | .714  | 0.2   | 0.8    | 1.0 | 1.2  | 0.2 | 0.0 | 0.6 | 0.9 | 3.7 |